# Индийски шпиц
Индийски шпиц (на английски: Indian Spitz) е порода кучета, произхождаща от Индия. Той е шпиц от групата на работните кучета. Създаден е от индийските фермери като пазач на стадата и днес е популярен поради близостта си с померана.
Индийският шпиц обикновено е бял на цвят, но може да бъде също кафяв или черен. Породата е призната единствено от Индийския киноложки клуб, като са признати и две нейни разновидности – голям и малък индийски шпиц.

## Темперамент
Около хора обикновено индийските шпицове са игриви и добродушни. Често лае, независимо дали е по нужда или за удоволствие. Обича да преследва опашката си. Много е атлетичен. Този тип кучета са много активни и обичат да скачат. Могат да бъдат агресивни, ако не се социализират рано.

## Произход
Тези кучета много приличат на вълци и са използвани най-вече за лов на гълъби и гризачи. Някои наследствени умения на индийския шпиц, като например свиването на коленете и тихото бавно придвижване към плячката го правят добър за лов. Малкият му размер и дължина го правят много подобен на померана.

## Интелигентност
Индийският шпиц е много интелигентен. Поради това лесно се поддава на дресировка и бързо научава нови трикове. Поради това, че е много умен, той много добре разбира човешките усещания и чувства.